# Ananya Panday
Ananya Panday (Bombay, 30 de octubre de 1998) es una actriz india que trabaja en películas Hindi. Es hija del actor Chunky Pandey
Comenzó a actuar con roles principales en la película adolescente  Student of the Year 2 y en la comedia Pati Patni Aur Woh. Estas actuaciones le valieron el premio Filmfare al mejor debut femenino.

## Biografía
Panday se graduó del Dhirubhai Ambani Escuela Internacional, en 2017. Fue invitada a participar en la Feria de Vanidad  Le Bal des débutantes,  en La Ville Lumière, París en 2017 y fue un miembro del evento.

## Trayectoria
Panday debutó en 2019 con la película Student of the Year 2, coprotagonizada por Tigre Shroff y Tara Sutaria. Con ingresos de ₹978.1 millones, la película underperformed. Panday luego apareció en la película Pati Patni Aur Woh (2019), una versión de la  película del mismo nombre, de 1978, protagonizada junto a Kartik Aaryan y Bhumi Pednekar. Panday realizó el personaje retratado por Ranjeeta Kaur en el film original
En septiembre de 2019, Panday empezó la fotografía principal para el thriller sobrenatural Khaali Peeli. La película verá su estrella opuesta Ishaan Khatter.
En abril de 2025 fue nombrada embajadora de la firma francesa Chanel, convirtiéndose en la primera representante de la marca para el mercado indio.

## Filmografía

### Películas
| Films that have not yet been released | Denota filmes que no han sido liberados |

| Año                | Película                        | Rol                   | Notas                                          |
| ------------------ | ------------------------------- | --------------------- | ---------------------------------------------- |
| 2019               | Estudiante del Año 2            | Shreya Randhawa       |                                                |
| Pati Patni Aur Woh | Tapasya Singh                   |                       |                                                |
| 2020               | 'Khaali Peeli                   | Pooja Sharma          |                                                |
| 2022               | Gehraiyaan                      | Tia Khanna            |                                                |
| Liger              | Tanya Pandey                    | Bilingüe telugu-hindi |                                                |
| 2023               | Rocky Aur Rani Kii Prem Kahaani | Sin nombre            | Aparición especial en la canción "Heart Throb" |
| Dream Girl 2       | Pari Srivastava                 |                       |                                                |
| Kho Gaye Hum Kahan | Ahana Singh                     |                       |                                                |
| 2024               | Bad Newz                        | Ella misma            | Aparición especial                             |
| Khel Khel Mein     | Sin nombre                      |                       |                                                |
| CTRL               | Nella Awasthi                   |                       |                                                |
| 2025               | Shankara                        | TBA                   |                                                |

### Televisión
| Año           | Película                          | Rol                   | Notas           |
| ------------- | --------------------------------- | --------------------- | --------------- |
| 2020–presente | Fabulous Lives of Bollywood Wives | Ella misma            | Rol de invitada |
| 2024          | Call Me Bae                       | Bella "Bae" Chowdhary |                 |

### Videos musicales
| Año  | Película            | Cantante(s)                   | Notas                                             |
| ---- | ------------------- | ----------------------------- | ------------------------------------------------- |
| 2020 | "Kudi Nu Nachne De" | Vishal Dadlani y Sachin–Jigar | Canción promocional de la película Angrezi Medium |